# Jüdischer Friedhof Stendal

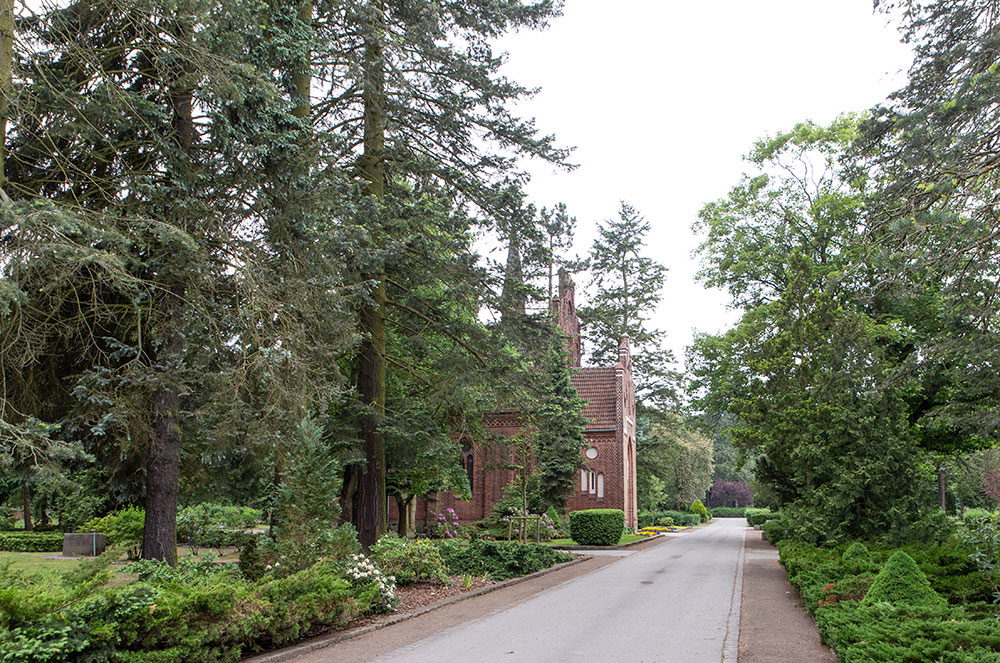
Alter Friedhof Stendal, Blick von Süden

Der jüdische Friedhof in Stendal an der Georgenstraße gehört zu den gut erhaltenen jüdischen Friedhöfen in Sachsen-Anhalt.
Er ist Teil des allgemeinen Stendaler Friedhofs. Auf einer Fläche von 640 m² verfügt er über 64 Grabsteine. Im örtlichen Denkmalverzeichnis ist der Friedhof unter der Erfassungsnummer 094 76244 als Teil des Friedhofs Stendal als Baudenkmal verzeichnet.

## Geschichte
1893, nach anderen Angaben bereits 1865, wurde er als eigener Friedhof auf dem Grundstück Uenglinger Straße 3, nahe der Georgenstraße, eröffnet. Die letzte Beisetzung fand im Dezember 1940 statt.
Die jüdische Gemeinde in Stendal gehörte im Mittelalter zu den größten auf dem Gebiet des heutigen Sachsen-Anhalts.